# Tunizijska četverica za dialog
Tunizijska četverica za dialog (arabsko الرباعي التونسي للحوار الوطني, francosko Quartet du dialogue national) je skupina štirih organizacij, ki so bili centralna sila pri vedno bolj uspešnem poskusu izgradnje pluralistične demokracije v Tuniziji po Jasminovi revoluciji leta 2011 v valu takoimenovane Arabske pomladi.
Četverica je nastala poleti leta 2013. 9. oktobra 2015 je četverica prejel Nobelovo nagrado za mir.
Sestavljali so jo člani naslednjih organizacij tunizijske civilne družbe:
- Tunizijski generalni sindikat dela (UGTT, Union Générale Tunisienne du Travail)
- Tunizijska Konfederacija sindikatov industrije, trgovine in obrti (UTICA, Union Tunisienne de l ' Industrie, du Commerce et de l'Artisanat)
- Tunizijska liga človekovih pravic (LTDH, La Ligue Tunisienne pour la Defense des Droits de l'Homme)
- Tunizijska zbornica odvetnikov (Ordre National des Advocats de Tunisie)

## Ozadje za nastanek dejavnosti
V letu 2011 je Tunizija doživela revolucijo. V vmesnem obdobju so si neuspešno prizadevali za pisanje nove ustave.
Posledično napetosti med Tunizijsko vlado in opozicijo se je z revolucijo zaostrovala, sledili so tudi nasilni izbruhi. Poleg protestov in pozivom, ki odstopu, so poslanci pričeli zapuščati skupščino. Od 6. avgusta 2013 Skupščina ni bila več zmožna za normalno delovanje.
Glede na kritično situacijo se je pričela povezovati civilna družba, sprva Generalni sindikat dela in Tunizijska konfederacija sindikatov industrije, trgovine in obrti, nato pa še liga človekovih pravic in odvetniška zbornica.

## Dejavnosti
Pogajanja so bila dokončno v teku septembra 2013, kot se je stanje v državi še poslabšalo. 17. septembra 2013 je bila iniciativa za razreševanje državnih muk podana javno in predana štirim organizacijam civilne družbe.
17. septembra 2013 so štiri organizacije osnovale sporazum, ki bo omogočil in ponudil izhodišča za pričetek uspešnih pogajanj. Ta osnutek načrta je imel štiri glavne točke: odstop vlade in njena zamenjava z "neodvisno tehnokratsko" vlado, izbira fiksnih datumov za parlamentarne prekinitve zasedanj in volilne roke (tudi za predsednika), sporazum za ohranjanje nacionalne identitete v ustavi in pogajanja o prehodu v demokratično vlado (vključno z roki za vse te dogovore in prehode).
Vsaka politična stranka je morala sprejeti načrt, če je hotela sodelovati v pogajanjih. 21 strank z obeh strani je na koncu uspešno sodelovalo s četverico in tako omogočilo nacionalni dialog. Samo ena velika stranka Kongres za republiko je zavrnila sodelovanje, tj. stranka, kjer je deloval začasni predsednik Moncef Marzouki in je bila ena od treh strank na tedanji oblasti.
Dejavnosti so pripeljale do izbire Mehdi Jomaa kot predsednik Tunizijske vlade 14. decembra, odstop vlade Ali Larayedh 9. januarja 2014, uspešne ratifikacije nove ustave, ki je dokončana 24. januarja in predsedniške volitve v decembru.

## Nobelova nagrada za mir
9. oktobra 2015 je četverica osvojila Nobelovo nagrado za mir "za njihov odločilni prispevek za izgradnjo pluralistične demokracije v Tuniziji v luči Jasminove revolucije leta 2011". Nobelov odbor je ob podelitvi dejal, da upa, da bo Tunizija služila kot zgled za druge države.

## Оpombe
1. ↑  Antoine Lerougetel and Johannes Stern (15. oktober 2013). »Tunisian political parties organize "national dialogue"«. Pridobljeno 9. oktobra 2015.[mrtva povezava]